# Échothérapie
L’échothérapie est l'utilisation de manière combinée des ultrasons de haute intensité (HIFU) et des ultrasons permettant d'effectuer une échographie,.
Cette technique est prise en charge forfaitairement par l'Assurance-maladie en France dans le traitement des adénofibromes,. L'échothérapie est également de mieux en mieux remboursée en Allemagne.